# Кетцалкоатъл
Кетцалко́атъл (на науатъл: Quetzalcohuātl, [ket͡saɬˈkowaːt͡ɬ], „перната змия“) е мезоамериканско божество.
Култът към това божество е засвидетелстван през I век пр. Хр. в Теотиуакан, а през втората половина на I хилядолетие се разпространява в цяла Мезоамерика. По-късно център на неговия култ е Чолула. Ацтеките смятат Кетцалкоатъл за едно от основните божества и го свързват с вятъра, планетата Венера, зората, търговията, изкуствата, занаятите и познанието.